# Ulica Elizy Orzeszkowej w Siemianowicach Śląskich
Ulica Elizy Orzeszkowej – ulica w Siemianowicach Śląskich o długości około 485 metrów, położona na całej długości w dzielnicy Michałkowice. Od zachodu łączy się z ulicami: Kościelną, Oświęcimską i Maciejkowicką, zaś od wschodu z ulicą Wyzwolenia i ulicą Michałkowicką. Przy tej ulicy została uruchomiona pod koniec XIX wieku kopalnia węgla kamiennego „Max” (w późniejszym okresie przemianowana na „Michał”), w którym w zachowanym szybie „Krystyn” urządzono Park Tradycji. Ulica E. Orzeszkowej jest ponadto siedzibą wielu firm różnej branży, a także kursują po niej autobusy ZTM. 

## Charakterystyka i przebieg

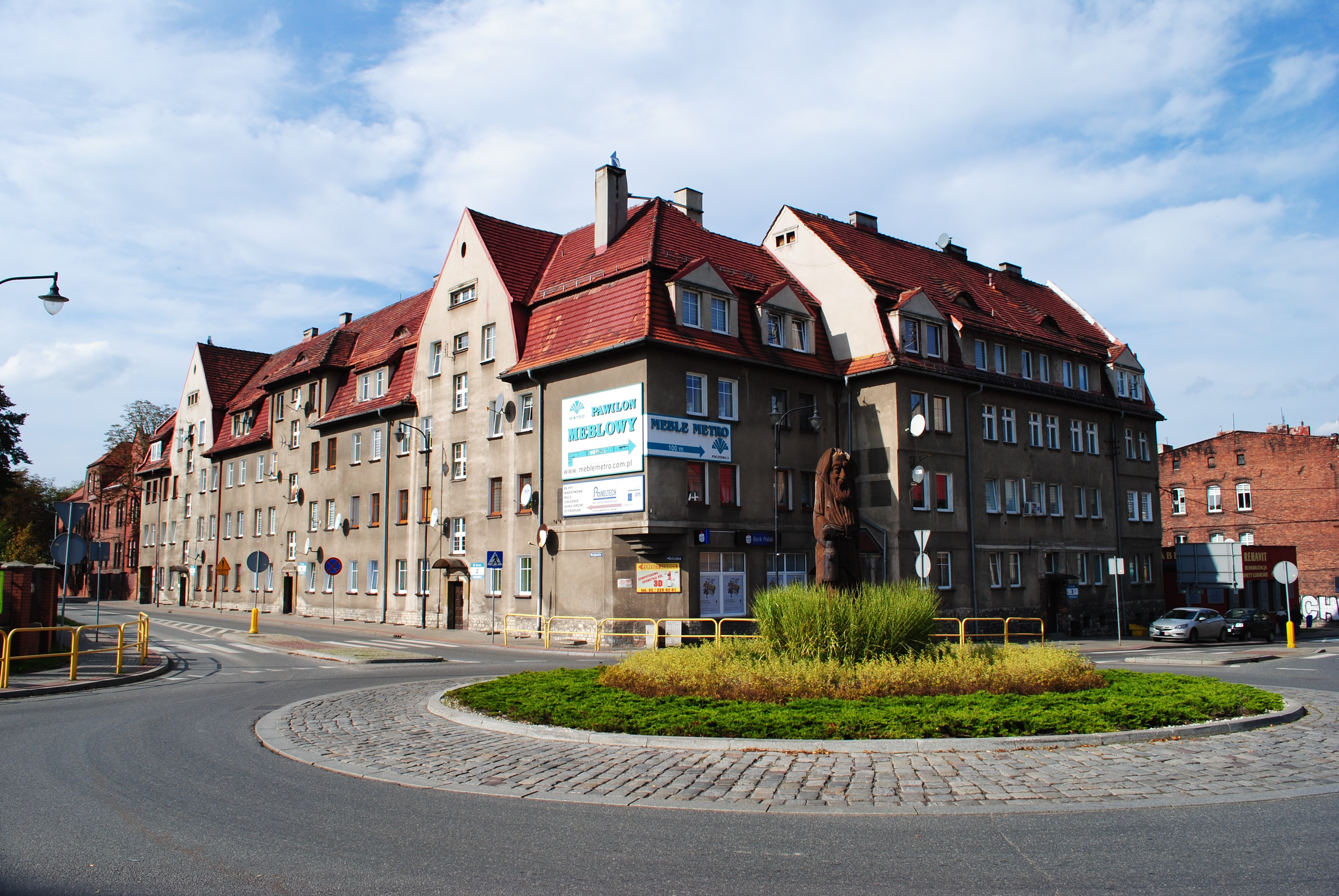
Rondo na skrzyżowaniu ulic: Kościelnej, E. Orzeszkowej, Oświęcimskiej oraz Maciejkowickiej

Ulica E. Orzeszkowej znajduje się w północno-zachodniej części Siemianowic Śląskich, w całości na obszarze dzielnicy Michałkowice. Od wschodu krzyżuje się z ulicą Wyzwolenia (na wprost) i ulicą Michałkowicką (w prawo), zaś w przeciwnym kierunku na rondzie z ulicami: Oświęcimską (w lewo; dalej droga prowadzi do Bytkowa), Maciejkowicką (na wprost; droga kieruje się dalej do chorzowskiej osady Maciejkowice w dzielnicy Chorzów Stary) i Kościelną (w prawo; centrum Michałkowic). Droga na całej długości biegnie równoleżnikowo i od strony wschodniej w kierunku zachodnim przecina kolejno następujące ulice: Stawowa, J. Dreyzy, W. Łukasińskiego (po prawej stronie), E. Orzeszkowej (w lewo; boczne odgałęzienie głównego ciągu; przy nim położony jest plac 11 Listopada) i Przyjaźni (w prawo), a dalej również drogę w kierunku placu Bohaterów Września (w lewo). Łączna długość ulicy wynosi 405 metrów.
Ulica E. Orzeszkowej jest drogą powiatową i w systemie TERYT widnieje ona pod numerem 15211. Kod pocztowy na adresów przy ulicy wynosi 41-103, zaś dla numeru 24 to 41-105 (pod tym numerem znajduje się Agencja Pocztowa Poczty Polskiej). 
Wzdłuż ulicy E. Orzeszkowej kursują autobusy organizowane na zlecenie Zarządu Transportu Metropolitalnego (ZTM). Zlokalizowany jest tu jeden przystanek: Michałkowice Plac 11 Listopada, przy których zatrzymywało się na początku listopada 2021 roku 9 linii w kierunku wschodnim i 10 linii w kierunku zachodnim (w tym jedna nocna). Linie te łączą tę część miasta z innymi dzielnicami oraz niektórymi miejscowościami Górnośląsko-Zagłębiowskiej Metropolii, w tym z: Będzinem, Bytomiem, Chorzowem, Katowicami, Piekarami Śląskimi, Sosnowcem, Świętochłowicami i Tarnowskimi Górami.
W 2014 roku ulica E. Orzeszkowej nie miała stałych mieszkańców.

## Historia

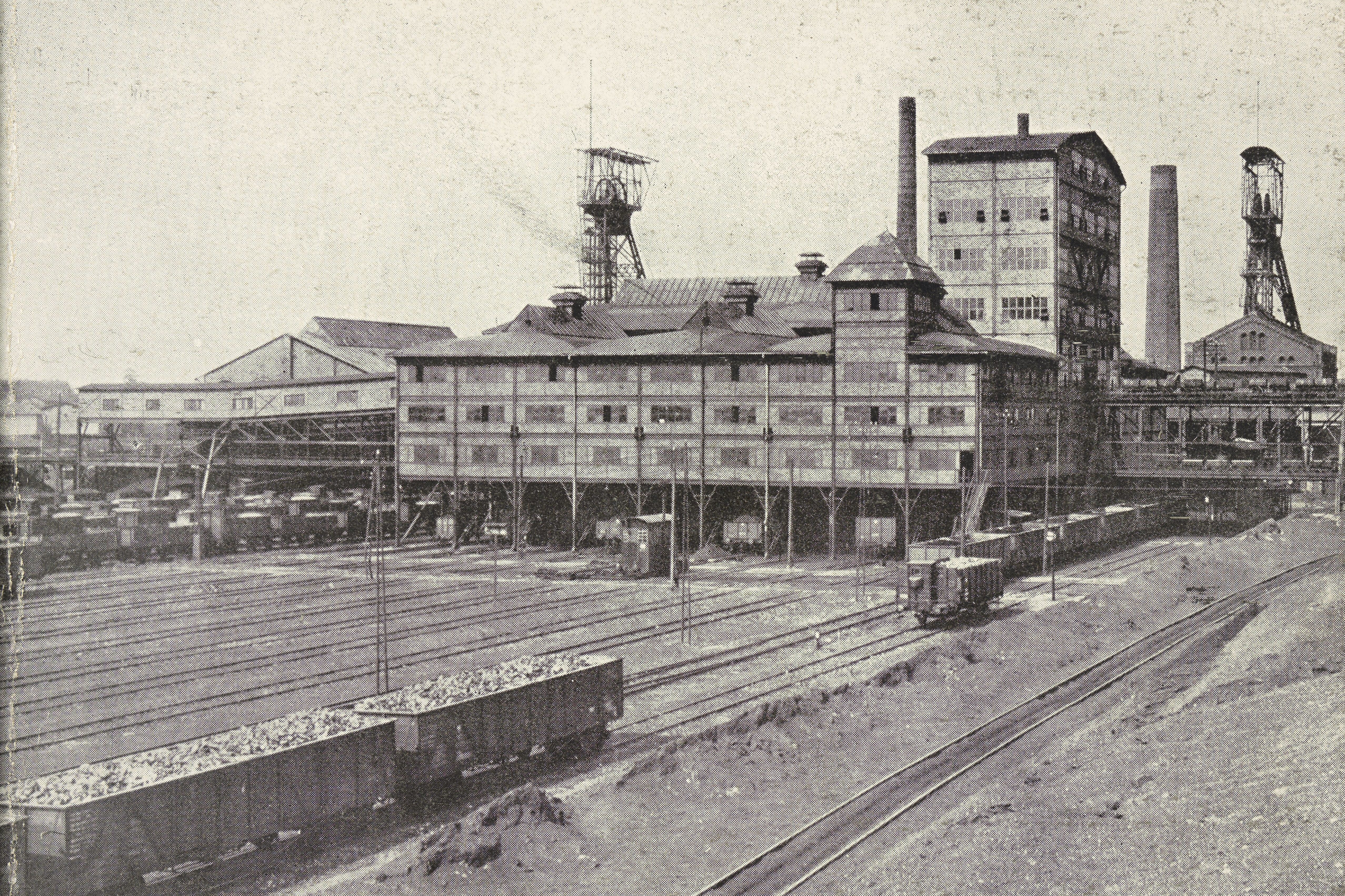
Kopalnia „Michał” na zdjęciu wydanym przed 1939 rokiem

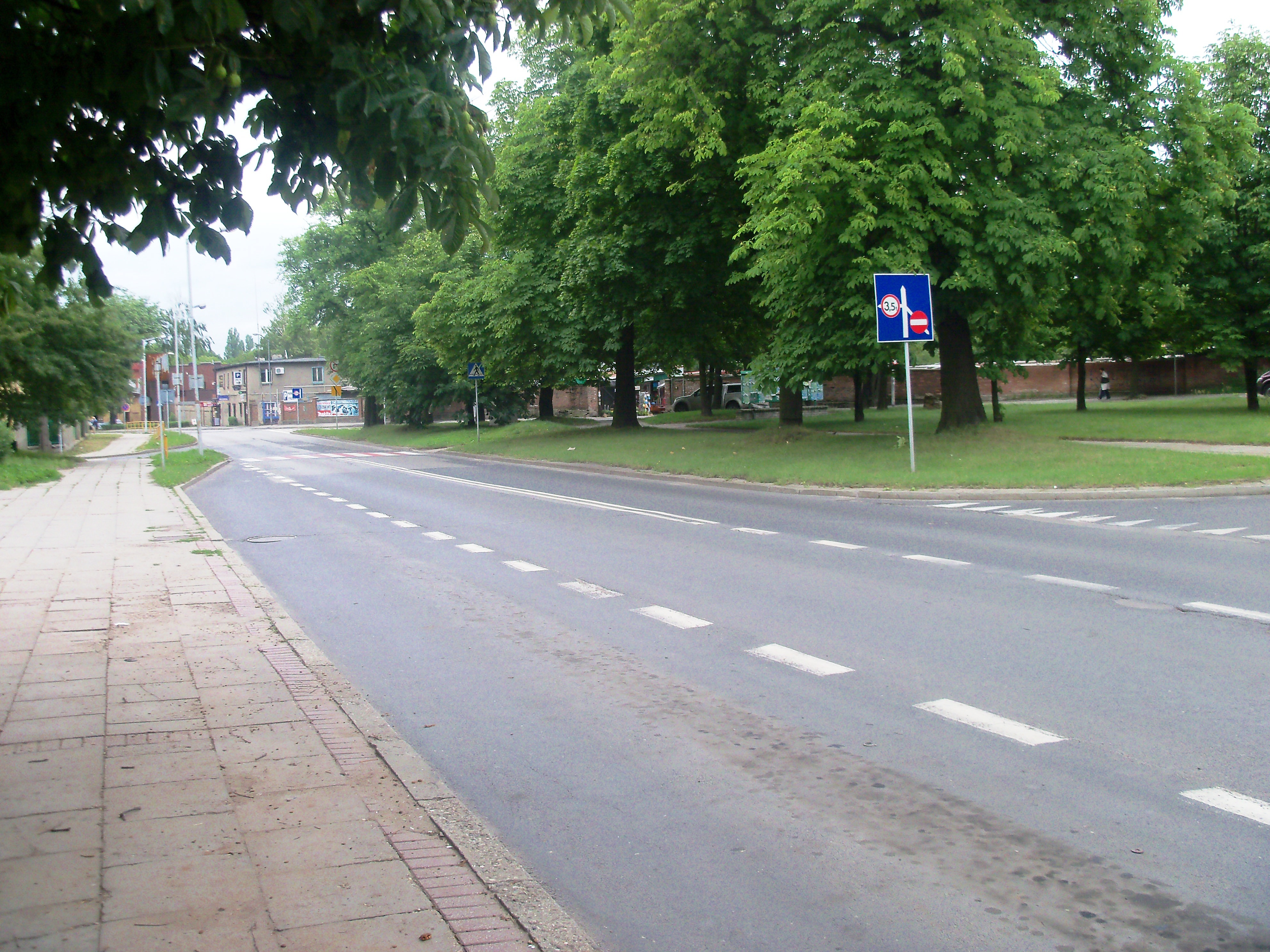
Fragment ulicy E. Orzeszkowej w 2011 roku (widok na wschód)

Ulica E. Orzeszkowej w przeszłości była częścią dawnego traktu prowadzącego z centrum dawnych Michałkowic do Bańgowa i Siemianowic. Ulica ta zaznaczona jest na mapie wydanej w 1883 roku. Ulica ta natomiast miała na części trasy inny przebieg – na zachód od kapliczki droga biegła wówczas w śladzie obecnego południowego odgałęzienia ulicy, zaś w miejscu obecnego głównego ciągu ulicy znajdował się budynek szkoły. Sama zaś kapliczka powstała około 1870 roku. Przy obecnej ulicy E. Orzeszkowej została założona kopalnia „Max” (później przemianowana na „Michał”), w której wydobycie węgla kamiennego rozpoczęto w 1883 roku. W nocy z 31 sierpnia na 1 września 1939 roku oddział Freikorpsu zajął teren kopalni „Michał”. Oddział został wyparty po ciężkich walkach przez oddział wojska polskiego oraz miejscowych harcerzy i powstańców. Wydarzenie to każdego roku jest upamiętniane przy znajdującym się przy ulicy E. Orzeszkowej obelisku poświęconym obrońcom kopalni „Michał”.
W 1951 roku Michałkowice wraz z obecną ulicą E. Orzeszkowej weszły w skład Siemianowic Śląskich. W czasach Polski Ludowej ulica nosiła swoją obecną nazwę. W tym okresie wzdłuż ulicy E. Orzeszkowej ciągnęła się m.in. zabudowa michałkowickiego PGR-u. W dniu 28 grudnia 1957 roku z kopalnia „Michał” uzyskała pozwolenie na budowę pomnika obrońców kopalni „Michał”. W 1994 roku kopalnię zlikwidowano. Nowy właściciel terenów pokopalnianych doprowadził do wyburzenia w 2004 roku części historycznych budynków dawnej kopalni „Michał” mimo ustanowienia na obszarze po kopalni strefy ścisłej ochrony konserwatorskiej. We wrześniu 2012 roku w zabudowaniach po dawnym szybie „Krystyn” oddano do użytku SCK Park Tradycji.
Na przełomie lutego i marca 2013 roku miasto Siemianowice Śląskie ogłosiło przetarg na budowę ronda na skrzyżowaniu ulic: Kościelnej, E. Orzeszkowej, Oświęcimskiej i Maciejkowickiej. Realizację prac budowlanych rozpoczęto 9 kwietnia 2013 roku. Rondo dla ruchu samochodowego oddano do użytku 31 lipca 2013 roku. Łączny koszt prac wyniósł 2,7 mln złotych, a zostały one zrealizowane przez katowicką firmę Drogopol-ZW. W 2014 roku wyremontowano odgałęzienie od ulicy E. Orzeszkowej prowadzące w kierunku SCK Parku Tradycji. W czerwcu 2016 roku wymieniono nawierzchnię jezdni ulicy E. Orzeszkowej. Prace te, obejmujące również odgałęzienie przy placu 11 Listopada, kosztowały około 333 tys. złotych. Do 2019 roku na wysokości sklepu Lidl powstało inteligentne przejście dla pieszych wyposażone m.in. w czujniki ruchu, elementy odblaskowe i pasy akustyczne.

## Obiekty historyczne i zabytkowe

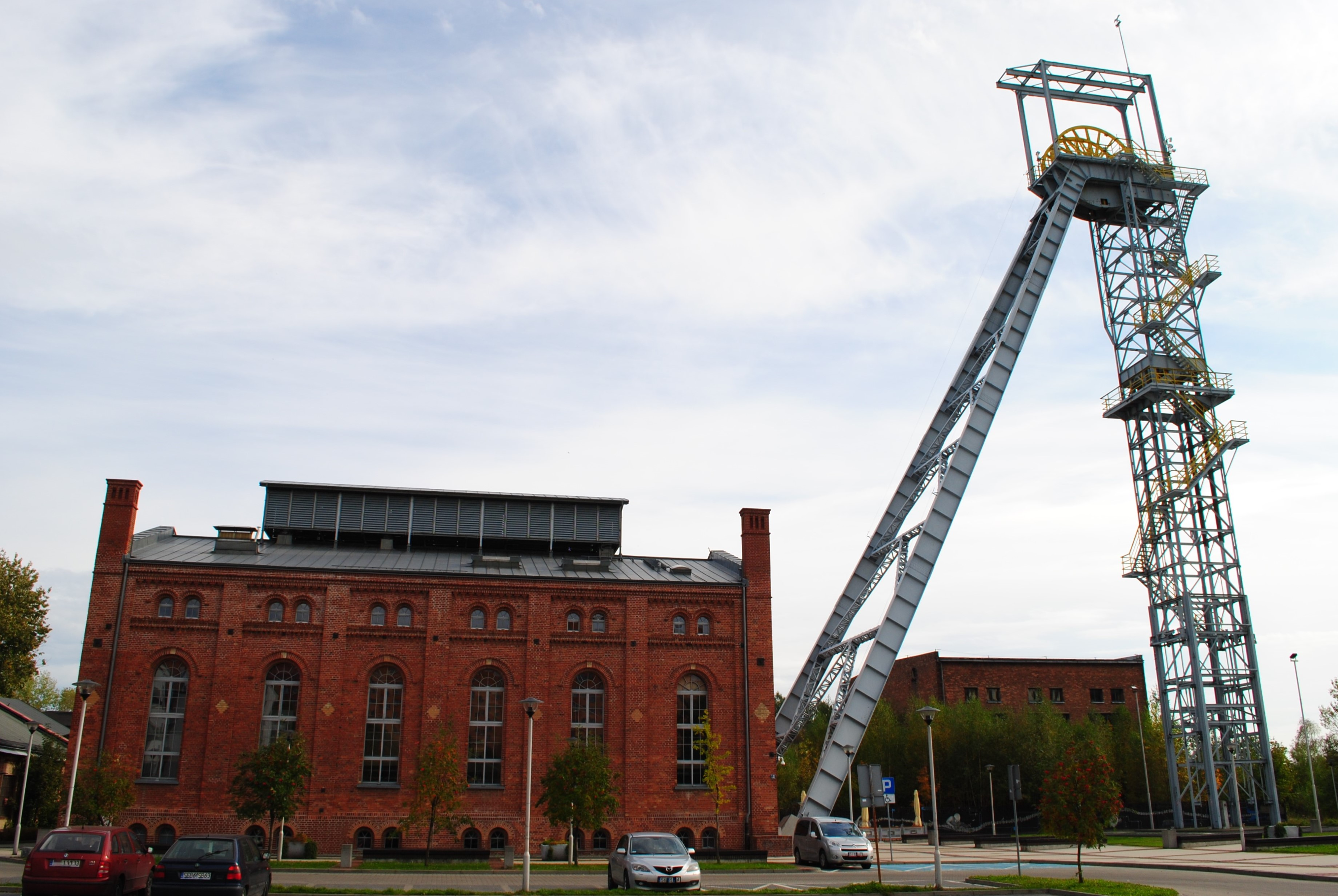
Siedziba SCK Parku Tradycji w zabudowie dawnego szybu „Krystyn” kopalni „Michał”

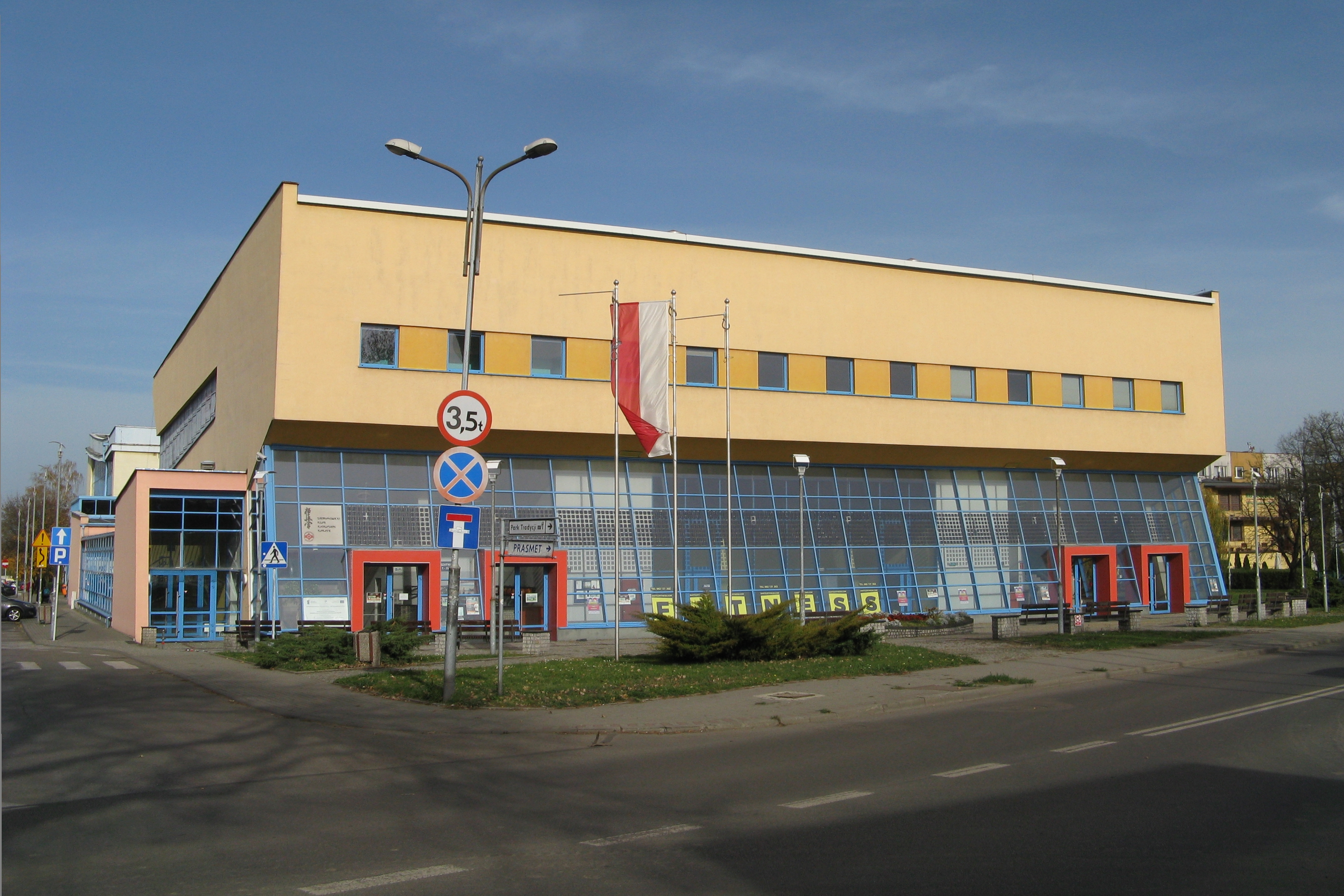
Hala sportowa Kompleksu Sportowego „Michał”

Przy ulicy znajdują się lub istniały następujące historyczne obiekty:
- Zespół zabudowy dawnej kopalni „Michał” – na kompleks ten składają się następujące budynki: stajnia, łaźnia górnicza z 1900 roku, hala sprężarek z rozdzielnią z 1905 roku, kotłownia, komin kotłowni, maszyny szybu „Wschodniego”, maszynownia szybu „Krystyn” z 1902 roku (obecnie SCK Park Tradycji), wieża wyciągowa szybu „Krystyn” z 1975 roku; obiekty wpisane są do gminnej ewidencji zabytków[24]. Na kompleks składał się też nieistniejący obecnie budynek magazynu (dawna cechownia; ul. E. Orzeszkowej 2), który był symbolem walk z września 1939 roku; w 2006 roku na tym terenie zbudowano sklep[25],
- Kapliczka słupowa[26] – pochodząca z około 1870 kapliczka, znajdująca się w pobliżu bramy wjazdowej do dawnej kopalni „Michał”; jest ona zbudowana w formie słupkowo-domkowym, przykryta daszkiem dwuspadowym udekorowanym fryzem i dwoma gzymsami; w górnej części kaplicy umieszczono figurę Chrystusa Zmartwychwstałego, zaś na dole figurki m.in. Matki Boskiej Królowej z Dzieciątkiem[10]; wpisana do gminnej ewidencji zabytków[26],
- Głaz z tablicą ku czci poległych w obronie kopalni „Michał” przed bojówkarzami faszystowskimi we wrześniu 1939 roku; na tablicy wymienione są nazwiska poległych obrońców[27].

## Gospodarka i instytucje
W 2014 roku przy ulicy E. Orzeszkowej zarejestrowanych było łącznie 6 średnich i dużych przedsiębiorstw. Do systemu REGON do początku listopada 2021 roku zostało wpisanych łącznie 149 podmiotów zarejestrowanych przy ulicy E. Orzeszkowej. Pośród dalej funkcjonujących, swoją siedzibę mają tutaj takie placówki jak m.in.: stylista, kancelaria notarialna i adwokacka, piekarnia, zakład szklarski, gabinet stomatologiczny, gabinet lekarski, przedsiębiorstwa budowlane, sklep medyczny, dostawca systemów ogrodzeniowych, dyskont sieci Lidl (ul. E. Orzeszkowej 2d), zakład opieki zdrowotnej i inne.
Swoją siedzibę mają tu też następujące instytucje:
- Kompleks Sportowy „Michał” (ul. E. Orzeszkowej 1)[33] – w nim m.in. Siemianowicki Klub Kyokushin Karate[34],
- SCK Park Tradycji (ul. E. Orzeszkowej 12)[35].